# Aszférikus lencse

Aszférikus, bikonvex lencse metszete.

Az aszférikus lencse olyan optikai lencse, amelynek felületi profiljai nem gömb- vagy hengerprofilokból állnak. A fényképészetben az egyetlen aszférikus elemet tartalmazó lencse-összeállításokat gyakran hívják aszférikus lencséknek.
Az aszférikus lencse bonyolultabb felületi profilja képes csökkenteni vagy teljesen megszüntetni a szférikus aberrációt, valamint csökkenti a más optikai aberrációkat is, szemben az egyszerű lencsékkel. Egyetlen aszférikus lencse gyakran sokkal bonyolultabb, több tagú lencserendszereket helyettesíthet. Az eredményül kapott eszköz kisebb és könnyebb, néha olcsóbb is, mint a többlencsés tervezés. Az aszférikus lencséket többelemű, nagylátószögű és nagy fényerejű normál-lencsék esetében használják, hogy csökkentsék az aberrációt. Fényvisszaverő elemekkel kombinálva is alkalmazzák (katadioptrikus rendszerek); például a Schmidt-kamerákban és a Schmidt-Cassegrain távcsövekben alkalmazott aszférikus Schmidt korrektor táblában. Kis méretű öntött aszférikus lencséket gyakran lézer diódák kollimálására használják.
Aszférikus lencséket gyakran szemüvegekben is alkalmaznak. Ezeket jellemzően azzal a céllal készítik, hogy vékonyabb legyen a lencse; valamint, hogy a szemüveg kevésbé torzítsa a viselő szemét (külső megfigyelők számára), és így esztétikusabb megjelenést biztosítson. Az aszférikus szemüveglencsék általában nem biztosítanak jobb látást, mint a hagyományos "legjobb alakú" lencsék, ehelyett lehetővé teszik a vékonyabb, laposabb lencse viselését, anélkül hogy veszélyeztetnék az optikai teljesítményt.

## Felületi profil
Habár elméletben az aszférikus felületek a legkülönbözőbb formájúak is lehetnek, az aszférikus lencsék felületeit általában az alábbi egyenlet szerint tervezik meg:
{\displaystyle z(r)={\frac {r^{2}}{R\left(1+{\sqrt {1-(1+\kappa ){\frac {r^{2}}{R^{2}}}}}\right)}}+\alpha _{1}r^{2}+\alpha _{2}r^{4}+\alpha _{3}r^{6}+\cdots ,}
ahol z az optikai tengely irányával párhuzamos elmozdulás; az optikai tengelytől mért adott r távolságban. Az αi együtthatók az R és Κ paraméterek által meghatározott negyedrendű axiálisan szimmetrikus felülettől való eltérést jellemzik. Ha az összes αi együttható zérus, akkor R a görbületi sugár és Κ az r = 0 pontban mért kónikus konstans (Schwarzschild konstans). Ebben az esetben a lencsefelület profilja egy Κ által meghatározott, és az optikai tengely körül megforgatott kúpszelet lesz.
| {\displaystyle \kappa \!}      | Kúpszelet                            |
| ------------------------------ | ------------------------------------ |
| {\displaystyle \kappa <-1\!}   | hiperbola                            |
| {\displaystyle \kappa =-1\!}   | parabola                             |
| {\displaystyle -1<\kappa <0\!} | ellipszis (a felület orsószferoid)   |
| {\displaystyle \kappa =0\!}    | gömb                                 |
| {\displaystyle \kappa >0\!}    | ellipszis (a felület lencseszferoid) |

## Fordítás
Ez a szócikk részben vagy egészben  az   Aspheric lens című angol Wikipédia-szócikk fordításán alapul.  Az eredeti cikk szerkesztőit annak laptörténete sorolja fel. Ez a jelzés csupán a megfogalmazás eredetét és a szerzői jogokat jelzi, nem szolgál a cikkben szereplő információk forrásmegjelöléseként.